# Brackettville (Teksas)
Brackettville je grad u američkoj saveznoj državi Teksas. Prema popisu stanovništva iz 2010. u njemu je živjelo 1.688 stanovnika.